# Ányelo Alvarado
Ányelo Alvarado Hernández (Puerto Montt, Chile, 23 de diciembre de 1985) es un futbolista chileno. Juega de mediocampista.

## Estadísticas

### Clubes
| Part. | Goles         | Asist.        | Part. | Goles | Asist. | Part. | Goles | Asist. | Part. | Goles | Asist. | Deportes Puerto Montt · Chile |    |      |      |
| 1.ª | 2004          | 15            | 3     | 3     | —      | —     | —     | —      | —     | —     | 15     | Deportes Puerto Montt · Chile | 3  | 3    | 0,20 |
| 1.ª | 2005          | 16            | 1     | 5     | 2      | 0     | 0     | —      | —     | —     | 18     | Deportes Puerto Montt · Chile | 1  | 5    | 0,06 |
| 1.ª | 2006          | 26            | 3     | 7     | —      | —     | —     | —      | —     | —     | 26     | Deportes Puerto Montt · Chile | 3  | 7    | 0,12 |
| 1.ª | 2007          | 30            | 7     | 4     | 4      | 0     | 2     | —      | —     | —     | 34     | Deportes Puerto Montt · Chile | 7  | 6    | 0,21 |
| 2.ª | 2008          | 28            | 11    | 11    | 1      | 0     | 0     | —      | —     | —     | 29     | Deportes Puerto Montt · Chile | 11 | 11   | 0,38 |
| 2.ª | 2010          | 29            | 3     | 16    | 5      | 2     | 5     | —      | —     | —     | 34     | Deportes Puerto Montt · Chile | 5  | 21   | 0,15 |
| 2.ª | 2012          | 18            | 1     | 7     | 2      | 0     | 0     | —      | —     | —     | 20     | Deportes Puerto Montt · Chile | 1  | 7    | 0,05 |
| 3.ª | 2013          | 5             | 0     | 1     | —      | —     | —     | —      | —     | —     | 5      | Deportes Puerto Montt · Chile | 0  | 1    | 0,00 |
| Total club | Total club    | 167           | 29    | 54    | 14     | 2     | 7     | 0      | 0     | 0     | 181    | Deportes Puerto Montt · Chile | 31 | 61   | 0,17 |
| Cobresal · Chile |               |               |       |       |        |       |       |        |       |       |        |                               |    |      |      |
| 1.ª | 2009          | 34            | 6     | 8     | 1      | 0     | 0     | —      | —     | —     | 35     | 6                             | 8  | 0,17 |      |
| Total club | Total club    | 34            | 6     | 8     | 1      | 0     | 0     | 0      | 0     | 0     | 35     | 6                             | 8  | 0,17 |      |
| Deportes Concepción · Chile                                                                                                |               |               |       |       |        |       |       |        |       |       |        |                               |    |      |      |
| 2.ª | 2011          | 31            | 5     | 10    | 2      | 0     | 0     | —      | —     | —     | 33     | 5                             | 10 | 0,15 |      |
| 2.ª | 2012          | 7             | 1     | 4     | —      | —     | —     | —      | —     | —     | 7      | 1                             | 4  | 0,14 |      |
| Total club | Total club    | 38            | 6     | 14    | 2      | 0     | 0     | 0      | 0     | 0     | 40     | 6                             | 14 | 0,15 |      |
| Lota Schwager · Chile |               |               |       |       |        |       |       |        |       |       |        |                               |    |      |      |
| 2.ª | 2013          | 9             | 0     | 0     | 6      | 0     | 1     | —      | —     | —     | 15     | 0                             | 1  | 0,00 |      |
| Total club | Total club    | 9             | 0     | 0     | 6      | 0     | 1     | 0      | 0     | 0     | 15     | 0                             | 1  | 0,00 |      |
| Deportes Linares · Chile                                                                                                   |               |               |       |       |        |       |       |        |       |       |        |                               |    |      |      |
| 3.ª | 2014-15       | 29            | 10    | 9     | —      | —     | —     | —      | —     | —     | 29     | 10                            | 9  | 0,34 |      |
| Total club | Total club    | 29            | 10    | 9     | 0      | 0     | 0     | 0      | 0     | 0     | 29     | 10                            | 9  | 0,34 |      |
| San Antonio Unido · Chile                                                                                                  |               |               |       |       |        |       |       |        |       |       |        |                               |    |      |      |
| 3.ª | 2015-16       | 18            | 2     | 6     | —      | —     | —     | —      | —     | —     | 18     | 2                             | 6  | 0,11 |      |
| Total club | Total club    | 18            | 2     | 6     | 0      | 0     | 0     | 0      | 0     | 0     | 18     | 2                             | 6  | 0,11 |      |
| Total carrera | Total carrera | Total carrera | 295   | 53    | 91     | 23    | 2     | 8      | 0     | 0     | 0      | 318                           | 55 | 99   | 0,17 |
| (1) Incluye datos de la Liguilla de Promoción (2005-08); Copa Chile (2009-13). (2) No incluye goles en partidos amistosos. |               |               |       |       |        |       |       |        |       |       |        |                               |    |      |      |

### Selección
| Selección      | Temporada     | Amistosos | Amistosos | Amistosos | Sudamérica | Sudamérica | Sudamérica | Mundial | Mundial | Mundial | Total | Total | Total  | Media goleadora |
| Selección      | Temporada     | Part.     | Goles     | Asist.    | Part.      | Goles      | Asist.     | Part.   | Goles   | Asist.  | Part. | Goles | Asist. | Media goleadora |
| -------------- | ------------- | --------- | --------- | --------- | ---------- | ---------- | ---------- | ------- | ------- | ------- | ----- | ----- | ------ | --------------- |
| Sub-20 · Chile | 2004          | 3         | 0         | 0         | —          | —          | —          | —       | —       | —       | 3     | 0     | 0      | 0,00            |
| Sub-20 · Chile | Total         | 3         | 0         | 0         | 0          | 0          | 0          | 0       | 0       | 0       | 3     | 0     | 0      | 0,00            |
| Total carrera  | Total carrera | 3         | 0         | 0         | 0          | 0          | 0          | 0       | 0       | 0       | 3     | 0     | 0      | 0,00            |

### Resumen estadístico
| Competición      | Partidos | Goles | Promedio | Asistencias | Promedio | Goles y asistencias | Promedio |
| ---------------- | -------- | ----- | -------- | ----------- | -------- | ------------------- | -------- |
| Primera División | 121      | 20    | 0,16     | 27          | 0,22     | 47                  | 0,39     |
| Segunda División | 122      | 21    | 0,17     | 48          | 0,39     | 69                  | 0,57     |
| Tercera División | 52       | 12    | 0,23     | 16          | 0,31     | 28                  | 0,54     |
| Copas nacionales | 23       | 2     | 0,09     | 8           | 0,35     | 10                  | 0,43     |
| Selección Sub-20 | 3        | 0     | 0,00     | 0           | 0,00     | 0                   | 0,00     |
| Total            | 321      | 55    | 0,17     | 99          | 0,31     | 154                 | 0,48     |

- Datos: Q8076956